# Pierre Bonelli
 (janvier 2018).
Pour les articles homonymes, voir Bonelli.
Pierre Bonelli, né le 28 mai 1939 à Salon-de-Provence et mort le 31 mars 2004 à Paris (10e), est un manager dans le secteur informatique, ancien président de Bull.

## Biographie

### Jeunesse et études
Pierre Sauveur Ernest Bonelli effectue ses études secondaires au lycée Saint-Charles de Marseille, puis au lycée Thiers. Il est diplômé de l'École polytechnique (1959) et de la Harvard Business School (1966). 

### Parcours professionnel
Il a commencé sa carrière en tant qu'ingénieur à Texas Instruments Inc. à Dallas aux États-Unis (1966).
À partir de 1982, il a dirigé la société de services informatiques franco-britannique Sema, jusqu'à son rachat par Schlumberger en 2001.
En décembre 2001, il a pris la direction de Bull alors que la société faisait face à une situation financière critique, et en un peu plus de deux ans il a redressé la gestion du groupe qui est retourné en 2003 dans une situation de profitabilité.
Chez Bull, une des actions clés de Pierre Bonelli a été d'obtenir le prêt de l’État qui a permis de sauver l'entreprise, malgré l'opposition virulente du Commissaire européen Mario Monti. Le Commissaire européen était alors le promoteur d'une politique de la concurrence qui faisait de l'Europe un marché ouvert à la concurrence notamment américaine et asiatique. Il s'opposait à ce que les Etats européens subventionnent leurs entreprises, bien que le reste des pays du monde le font régulièrement. Cette politique de la concurrence a été de plus en plus critiquée, et est jugée aujourd'hui comme une des causes du déclin de l'Europe et de la France dans le domaine de l'industrie. Mario Monti a finalement donné son accord et Pierre Bonelli a pu en prendre connaissance seulement sur son lit de mort, quelques heures avant sa disparition.
Il meurt début 2004.
Il est nommé chevalier dans l'Ordre national de la Légion d'honneur par décret du 13 juillet 1993.